# Sigurd Agrell

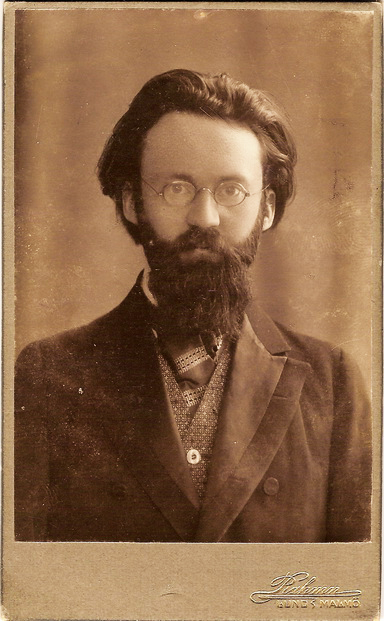
Per Sigurd Agrell (1881–1937).

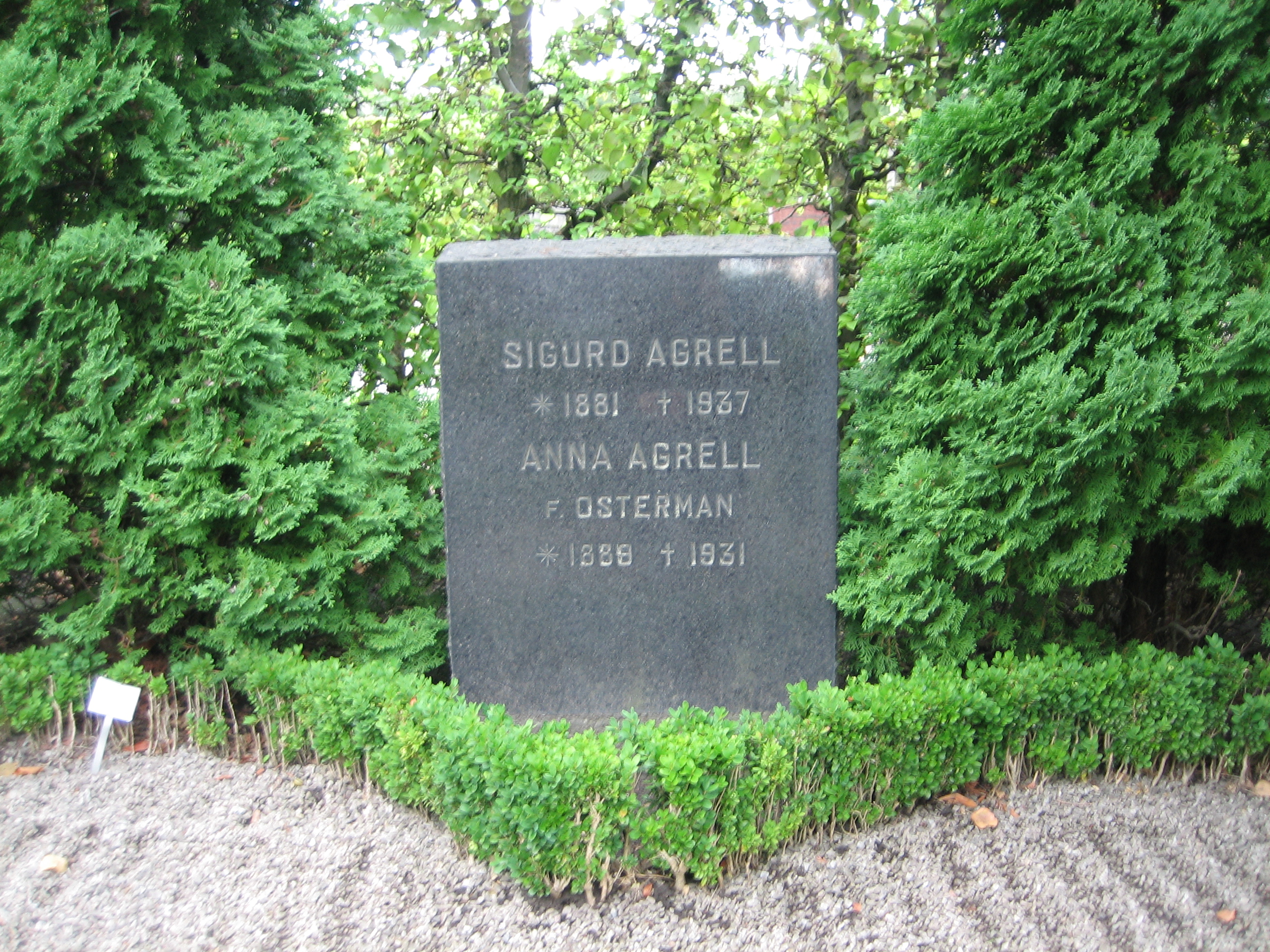
Das Grab von Sigurd Agrell auf dem Friedhof Norra kyrkogården in Lund.

Per Sigurd Agrell (* 16. Januar 1881 in Rämmens bruk (Värmland); †  19. April 1937 in Lund) war ein schwedischer Poet, Übersetzer, Runologe und Hochschullehrer Slawistik an der Universität Lund.

## Leben und Wirken
Die Eltern von Agrell waren der aus Örebro stammende Fabrikbesitzer, Bruksägare Frans Vilhelm Agrell (1843–1900) und Ida Vendela Örtenholm (1851–1928). Er hatte fünf Schwestern und noch zwei Brüder.
Schon im Alter von sechzehn Jahren begann Agrell mit dem Verfassen von Gedichten, er besuchte zu dieser Zeit die Schule in Örebro. Nach seiner Schulzeit in Norrmalm, welche er am Norrmalms latinläroverk, der dortigen Lateinschule im Jahre 1898 mit dem Reifezeugnis beendete, begann Agrell mit dem Studium an der Universität Uppsala, Uppsala universitet. Er beendete sein Studium mit dem Lizenziat im Jahre 1907. Hiernach setzte er seine akademische Karriere an der Lund Universität fort, wo im Jahre 1908 über den Aspektbegriff in der polnischen Sprache seine Promotionsschrift zu verfassen begann. Seinen Doktortitel überreichte man ihn im Jahre 1909 und schon kurze Zeit später wurde er Dozent an der gleichen Universität. Er übersetzte etliche russische Bücher, so etwa Werke des russischen Schriftstellers, Lyrikers und Übersetzers Iwan Alexejewitsch Bunin, aber auch die 1925 abgeschlossene Übersetzung von Lew Nikolajewitsch Tolstois Anna Karenina galt über lange Zeit als die schwedische Referenzübersetzung.
Agrell wurde im Jahre 1921 zum Professor für Slawische Sprachen habilitiert.
Er war mit Anna Elvira Osterman verheiratet; sie waren die Eltern des Militärpsychologen Jan Agrell und des Zoologen Ivar Agrell. Nach seinem Tod im Jahre 1937 wurde er auf dem Friedhof Norra kyrkogården in Lund beigesetzt.
Agrell war einer der Ersten, die sich um eine wissenschaftlich fundierte Definition und Differenzierung der Begriffe Aktionsart und Aspekt bemühten.

## Werke Auswahl
- Aspektänderung und Aktionsartbildung beim polnischen Zeitworte. Ein Beitrag zum Studium der indogermanischen Präverbia und ihrer Bedeutungsfunktionen. In: Acta Universitatis Lundensis. Neue Folge Band 4, Nr. 2, 1908 (Dissertation).
- Intonation und Auslaut im Slavischen. 1913.
- Zur slavischen Lautlehre. 1915.
- Slavische Lautstudien. 1917.
- Runornas talmystik och dess antika förebild. 1927.
- Der Ursprung der Runenschrift und die Magie. In: Axel Kock, et al. (Hrsg.): Arkiv för nordisk filologi (ANF). Neue Folge, Band 39 (= Band 43 der Gesamtausgabe). C. W. K. Gleerups förlag, Lund 1927, S. 97–109 (mehrsprachig, journals.lub.lu.se [PDF] Sonderdruck).
- Rökstenens chiffergåtor och andra runologiska problem. 1930 (runeberg.org).
- Senantik mysteriereligion och nordisk runmagi: en inledning i den nutida runologiens grundproblem. 1931.
- Die spätantike Alphabet-Mystik und die Runenreihe. 1932.
- Lapptrummor och runmagi: tvenne kapitel ur trolldomsväsendets historia. 1934 (runeberg.org).
- Die pergamenische Zauberscheibe und das Tarockspiel. 1936.
- Die Herkunft der Runenschrift. 1938.